# Tolofona
Tolofona  este un oraș în Grecia în prefectura Focida.